# Sotstrandskata
Sotstrandskata (Haematopus fuliginosus) är en fågel i familjen strandskator inom ordningen vadarfåglar. Den förekommer i Australien. IUCN kategoriserar den som livskraftig.

## Utseende
Sotstrandskatan är en helsvart strandskata, 42–52 centimeter med rött öga, röd ögonring och näbb och rosa ben.  Den är kraftigast av alla strandskator med en vikt på upp till knappt ett kilogram och den art där storleksskillnaden mellan könen är störst; honan är både större och tyngre samt har längre och tunnare näbb. Underarten ophthalmicus är mindre än nominatformen och har gulare ögonring.
Ungfåglar har gråbruna ben, brun spets på näbben, generellt brunare fjäderdräkt samt bruna ögon. Under andra året blir ögon, ben och näbb rödaktiga.

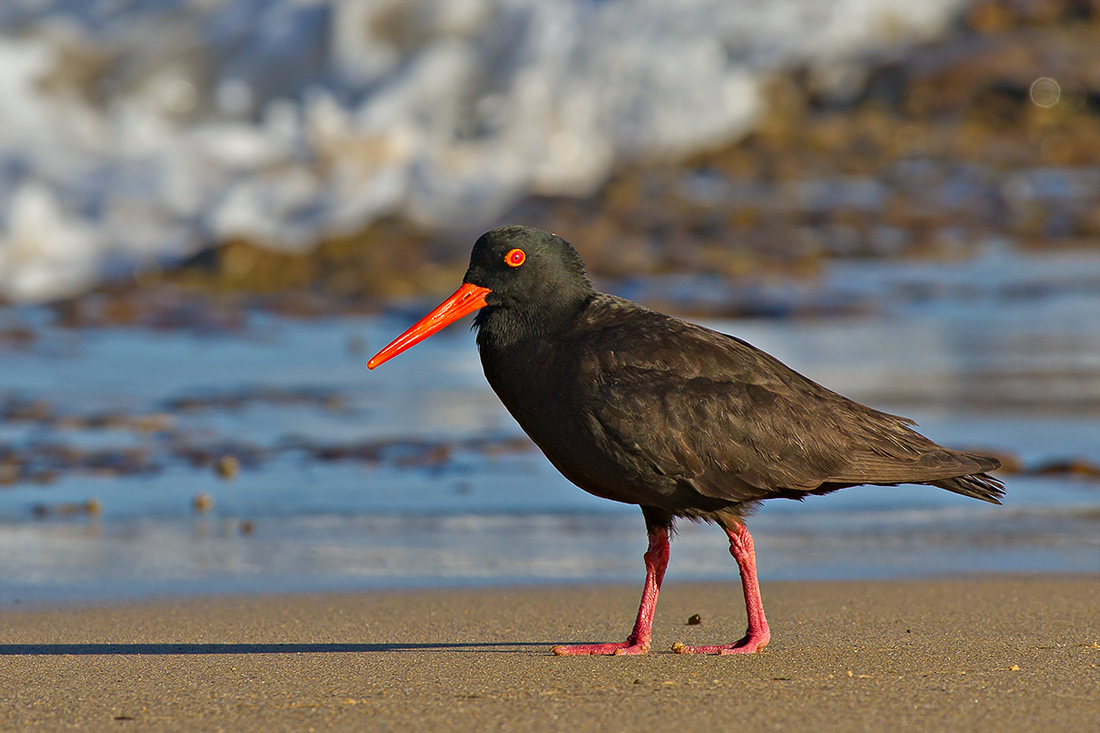

## Utbredning och systematik
Sotstrandskata förekommer längs kusten och på öar i Australien och delas in i två underarter med följande utbredning:
- opthalmicus – norra Australien (Shark Bay och Lady Elliot Island)
- fuliginosus – södra Australien (norrut till Brisbane) samt på Tasmanien

Underarten ophthalmicus kan möjligen utgöra en egen art och föreslås undersökas närmare.

## Levnadssätt
Sotstrandskatan förekommer på klippiga stränder där den alltid födosöker i tidvattenszonen. Födan skiljer sig till stor del åt mellan könen. Honan intar mjukare föda som hon kan svälja hel, som fisk, blåsmaneter samt olika maskliknande varelser som sjöpungen Pyura stolonifera. Hanen däremot koncentrerar sig på musslor, sjöborrar, turbinsnäckor och båtsnäckan Nerita atramentosa.
Fågeln lägger två till tre ägg i en klippskreva eller hålighet, ofta på en ö eller ett mer högbelänt ställe där föräldrarna kan ha utkik.

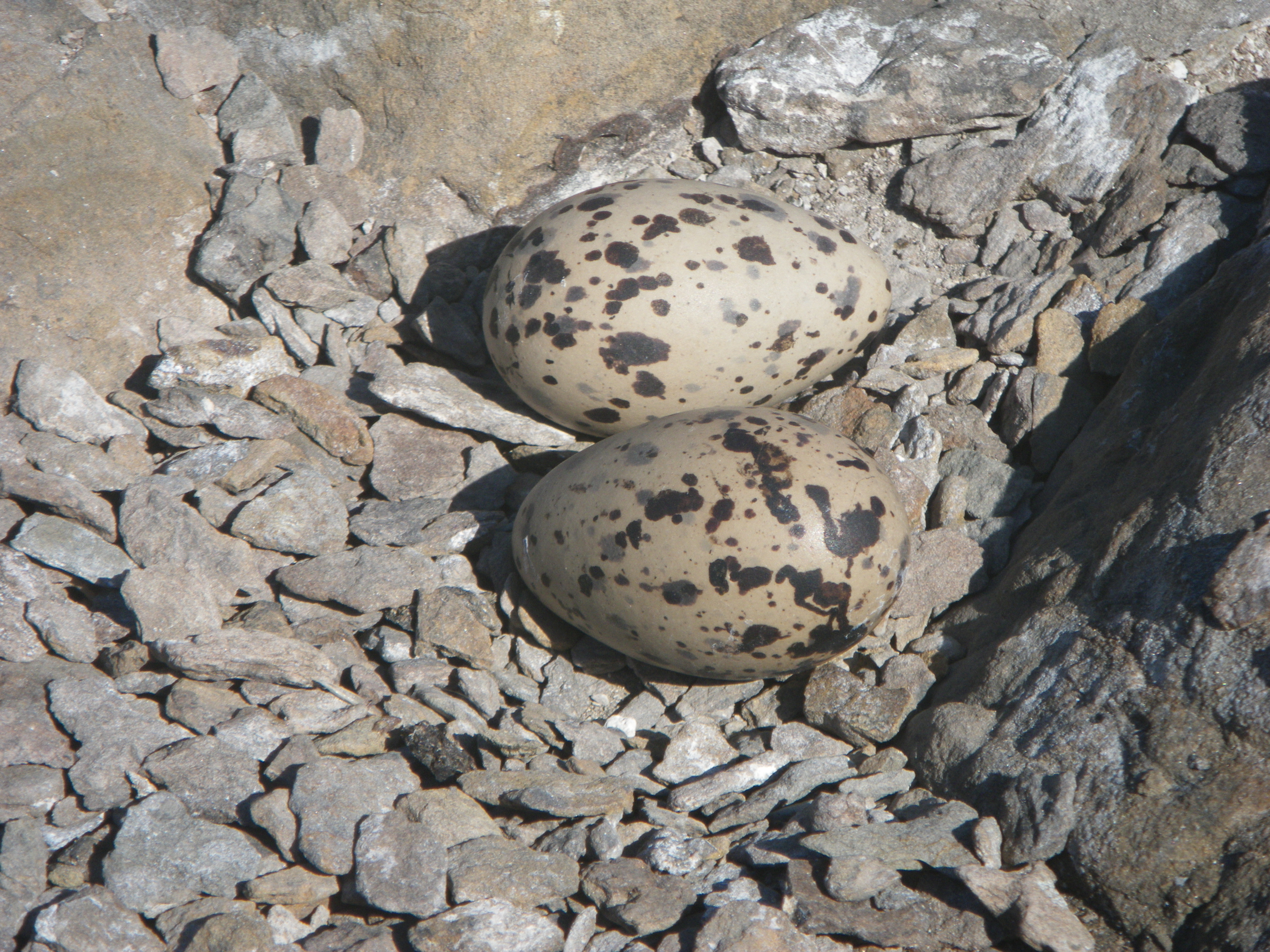
Sotstrandskatans bo med ägg i New South Wales.

## Status och hot
Arten har ett stort utbredningsområde och tros öka i antal. Internationella naturvårdsunionen IUCN listar den därför som livskraftig (LC). Fågeln är dock fåtalig, med endast totalt 11 500 individer, varav 4 000 av nominatformen och 7 500 av ophthalmicus. Den betraktas som vanlig runt Tasmanien och öarna i Bass sund, men anses sällsynt i South Australia och Queensland, nära hotad i Victoria och starkt hotad i New South Wales.